# كاسبر فان دين
كاسبر روبرت فان دين، الابن (بالإنجليزية: Casper Van Dien)‏ (ولد في 18 ديسمبر 1968) ممثل أمريكي
بدا المشاركة بادوار صغيرة في مسلسلات وافلام مختلفة وبدا يلفت الانظار بداية من عام 1997 ومن ابرز أعماله جنود المركبة الفضائية (1997), طرزان والمدينة المفقودة (1998) , فيلم الرعب سليبي هولو (1999), لعنة قبر الملك توت (2006), الميثاق (2012) ,

## نشأته
ولد عام 1968 في فلوريدا، والدته مدرسة تمريض ووالده كان ضابط طيار بالجيش، عندما انتقل للعيش في لوس انجلوس .

## روابط خارجية
- كاسبر فان دين على موقع IMDb (الإنجليزية)
- كاسبر فان دين على موقع ألو سيني (الفرنسية)
- كاسبر فان دين على موقع ميوزك برينز (الإنجليزية)
- كاسبر فان دين على موقع أول موفي (الإنجليزية)
- كاسبر فان دين على موقع قاعدة بيانات الأفلام السويدية (السويدية)
- كاسبر فان دين على موقع إن إن دي بي (الإنجليزية)
- كاسبر فان دين على موقع قاعدة بيانات الفيلم (الإنجليزية)
- كاسبر فان دين على موقع كينوبويسك (الروسية)